# Forez

Wapenschild van de graven van Forez

Forez is een oud graafschap en een voormalige Franse provincie, die bestuurlijk wel afhing van de "grotere" provincie Lyonnais. Het gebied komt overeen met het centrale deel van het Loiredepartement en met delen van de Haute-Loire en de Puy-de-Dôme. De Forez bestaat uit een uitgestrekte vlakte waardoor de Loire stroomt. De vlakte wordt omringd door bergen, onder meer die van de Monts du Forez die ten westen van de Forez liggen en die het landschap in de vlakte domineren.
Het dankt zijn naam aan de oude centrumstad Feurs (Latijn: Forum Segusiavorum, naar de volksstam van de Segusiavi); later werd Montbrison het centrum; andere steden in het gebied zijn Saint-Étienne, Néronde, Chazelles, Roanne en Saint-Rambert.
Bij uitbreiding gaf Forez ook zijn naam aan de Monts du Forez, met als hoogste punt Pierre-sur-Haute op 1634 meter. De naam komt ook terug in het regionaal natuurpark van Livradois-Forez, maar die naam verwijst naar de bergen en het park ligt buiten het oude graafschap.

## Geschiedenis
De eerste graven van Forez bezaten ook de Lyonnais en de Beaujolais. Na de dood van Jan II van Forez in 1372 ging het graafschap over op zijn nicht Anne van Auvergne en haar echtgenoot Lodewijk II van Bourbon. Zo kwam het graafschap bij het Huis Bourbon. Zij bestuurden Forez met hun andere bezittingen vanuit hun residentie in Moulins, waardoor het graafschap een deel van zijn autonomie verloor. Na het verraad en de dood van Karel III van Bourbon kwam het leen in 1531 aan de Franse kroon. Forez werd een onderdeel van de generaliteit Lyon en verloor zo elke autonomie. De Reformatie kende relatief weinig aanhangers in Forez. De streek had geen universiteit of geen belangrijke drukkerij van waaruit het protestantisme zich kon verspreiden. De adel bleef er trouw aan de Katholieke Kerk, die op haar beurt minder misbruiken kende dan elders in Frankrijk en dicht bij het volk stond.

## Toponiemen
De naam "Forez" komt nog voor in de naam van verschillende gemeenten en plaatsen in de streek:
Bellegarde-en-Forez,
Mornand-en-Forez,
Pommiers-en-Forez,
Roche-en-Forez,
Saint-Marcellin-en-Forez,
Saint-Médard-en-Forez,
Solore-en-Forez,
Usson-en-Forez en
Verrières-en-Forez.